# Delosperma nubigenum
Delosperma nubigenum es una especie de planta suculenta perteneciente a la familia de las aizoáceas. Es nativa de Sudáfrica.

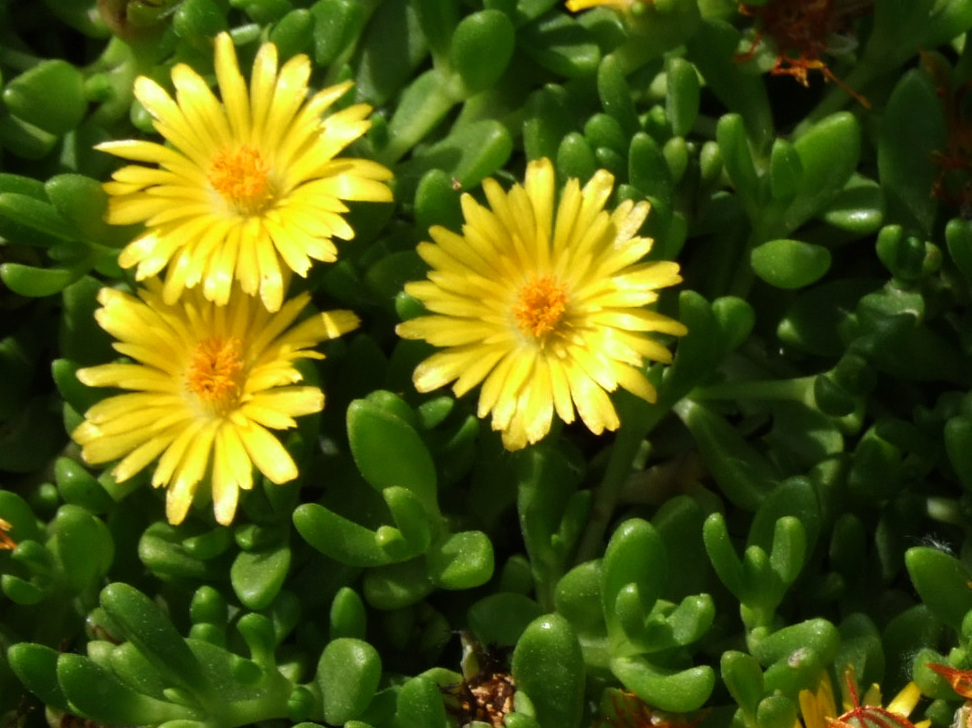
Flores

## Descripción
Es una pequeña planta suculenta perennifolia que alcanza un tamaño de 15 cm de altura a una altitud de 3400  metros en Sudáfrica y Lesoto.

## Taxonomía
Delosperma nubigenum fue descrita por (Schltr.) L.Bolus y publicado en Jacobsen, Handb. Succ. Pl. iii. 1103 (1960)
Etimología
Delosperma: nombre genérico que deriva de las palabras griegas: delos = "abierto" y sperma = "semilla"  donde hace referencia al hecho de que las semillas son visibles en las cápsulas abiertas.
nubigenum: epíteto latino que significa "de las nubes".
Sinonimia
- Mesembryanthemum nubigenum Schltr. (1898)[3]